# It’s Time (album Michaela Buble)
It’s Time – album kanadyjskiego piosenkarza Michael Bublé. Został wydany 15 lutego 2005 roku, lecz już tydzień przed premierą możliwe było legalne pobranie z iTunes.
W Kanadzie album odniósł duży sukces zdobywając sześciokrotnie status platynowej płyty (600.000 egzemplarzy), podobnie w Australii pięciokrotna platyna (350.000 egzemplarzy). Łączna sprzedaż to kilka milionów egzemplarzy.
W Polsce płyta uzyskała certyfikat platynowej.

## Lista utworów
1. „Feeling Good” (Leslie Bricusse, Anthony Newley)
2. „A Foggy Day (In London Town)” (George Gershwin, Ira Gershwin)
3. „You Don’t Know Me” (Eddy Arnold, Cindy Walker)
4. „Quando, Quando, Quando” oraz Nelly Furtado (Tony Renis, Alberto Testa)
5. „Home” (Michael Bublé, Alan Chang, Amy Foster-Gillies)
6. „Can’t Buy Me Love” (John Lennon, Paul McCartney)
7. „The More I See You” (Mack Gordon, Harry Warren)
8. „Save the Last Dance for Me” (Doc Pomus, Mort Shuman)
9. „Try a Little Tenderness” (Jimmy Campbell, Reginald Connelly, Harry M. Woods)
10. „How Sweet It Is (To Be Loved by You)” (Lamont Dozier, Brian Holland, Eddie Holland)
11. „A Song for You” gościnnie Chris Botti (Leon Russell)
12. „I’ve Got You Under My Skin” (Cole Porter)
13. „You And I” (Stevie Wonder)